# Primož Kozmus
Primož Kozmus (Novo Mesto, 30 settembre 1979) è un martellista sloveno, campione olimpico a Pechino 2008 e campione mondiale a Berlino 2009.

## Biografia

### Gli inizi (1997-2002)
La sua carriera internazionale iniziò nel 1997, quando fu eliminato nel turno di qualificazione dei Campionati europei juniores.
Due anni dopo fece il suo esordio in Coppa Europa, raggiungendo anche la finale ai campionati europei under 23.
Nel 2000 partecipa alla Olimpiadi Sydney, tuttavia, durante la competizione, non è riuscito a lanciare oltre alla misura di 68,83 metri.

### L'affermazione internazionale (2003-2006)
La svolta per la sua carriera arriverà nel 2003 con la partecipazione ai campionati mondiali di Parigi. Durante questa competizione riuscì a classificarsi quinto con un lancio a 79,68 metri, a breve distanza dal bronzo.
L'anno successivo ha partecipato alla sua seconda Olimpiade, questa volta, ad Atene 2004, dopo aver raggiunto la finale raggiunse la quinta posizione.
Dopo aver saltato la stagione 2005 a causa di un infortunio, nel 2006 prese parte ai Campionati europei di Göteborg terminando la gara in sesta posizione.

### I successi (2007-2009)

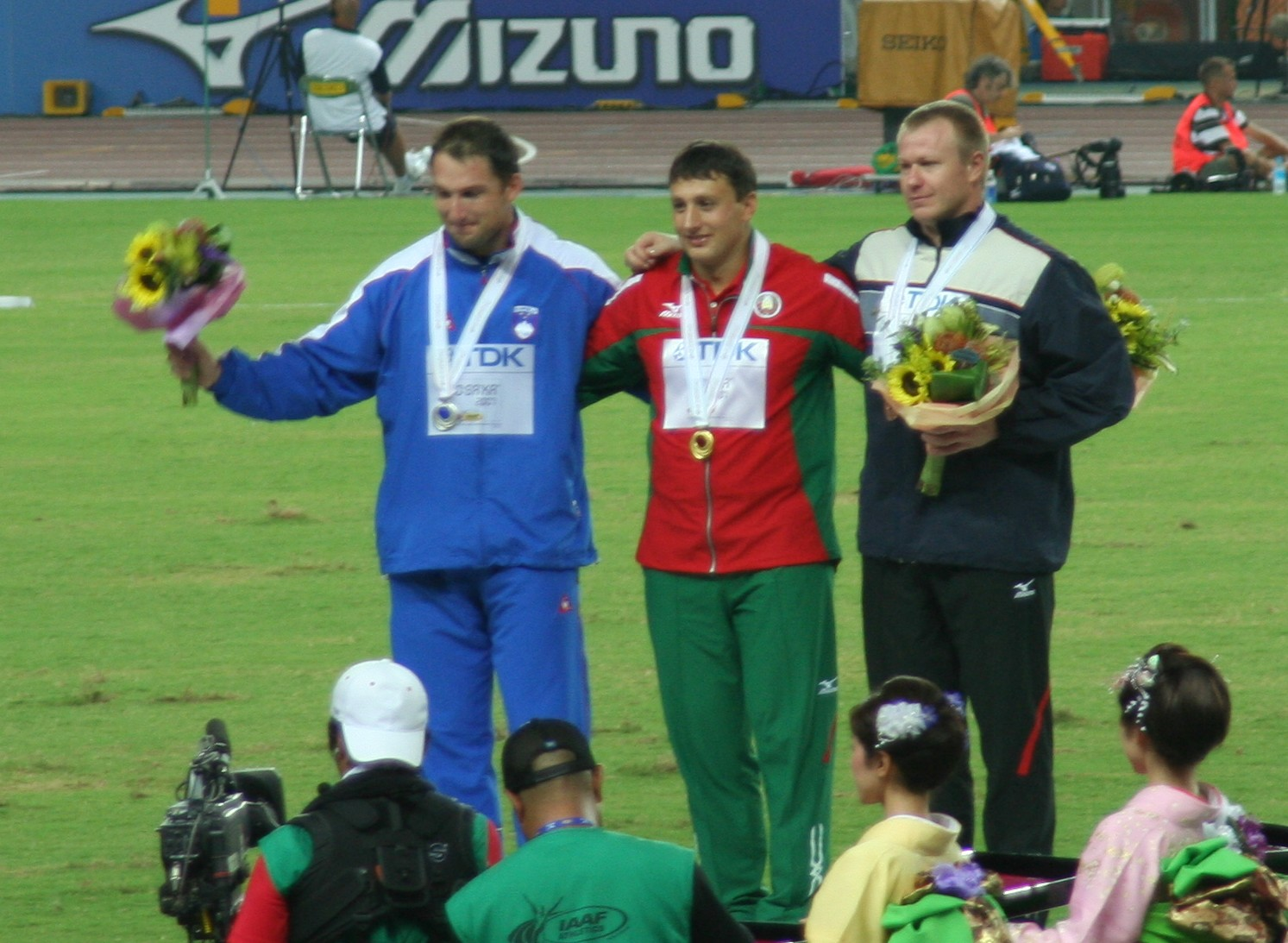
Primož Kozmus sul podio dei mondiali di Osaka 2007.

Nel 2007, ai Campionati del mondo di Osaka ha vinto la medaglia d'argento e, poco dopo, ha vinto il titolo mondiale militare.
Il 17 agosto 2008 ha raggiunto il suo più grande successo della carriera vincendo il ti9tolo olimpico a lle Olimpiadi di Pechino 2008.
Esattamente un anno dopo, il 17 agosto 2009, ha vinto l'oro ai Campionati del mondo a Berlino.

### L'annunciato ritiro ed il ritorno (2009-oggi)

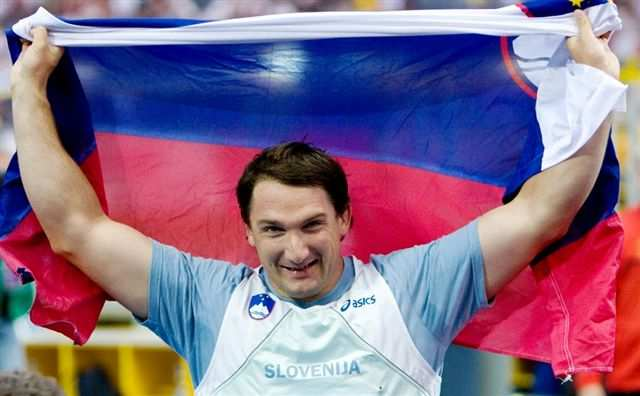
Primož Kozmus esulta per il bronzo vinto ai mondiali di Taegu 2011.

Nell'ottobre 2009, inaspettatamente, annuncia il suo ritiro dall'attività sportiva. L'anno successivo, il 25 ottobre, decide di tornare all'atletica con l'obiettivo di difendere la medaglia d'oro olimpica. Dopo il suo ritorno vince il bronzo ai mondiali di Taegu 2011.
Nel 2012 partecipa alle Olimpiadi di Londra. Dopo aver superato agevolmente il turno di qualificazione, in finale conclude secondo alle spalle del solo Krisztián Pars.
Ai mondiali di Mosca 2013 conclude quarto con la misura di 79,22 metri. Nel 2014 conclude sesto ai campionati europei di Zurigo.

## Record nazionali

### Seniores
- Lancio del martello (7,260 kg): 82,58 m ( Celje, 2 settembre 2009)

### Promesse
- Lancio del martello (7,260 kg): 76,84 m ( Tapolca, 5 agosto 2000)

### Juniores
- Lancio del martello (6 kg): 69,54 m ( Nova Gorica, 12 luglio 1998)
- Lancio del martello (7,260 kg): 66,28 m ( Zagabria, 7 luglio 1998)

## Palmarès
| Anno | Manifestazione           | Sede      | Evento              | Risultato | Misura  | Note                                     |
| ---- | ------------------------ | --------- | ------------------- | --------- | ------- | ---------------------------------------- |
| 1999 | Europei under 23         | Göteborg  | Lancio del martello | 12º       | 66,11 m |                                          |
| 2000 | Olimpiadi                | Sydney    | Lancio del martello | 38º       | 68,83 m |                                          |
| 2001 | Giochi del Mediterraneo  | Radès     | Lancio del martello | 5º        | 71,12 m | Miglior prestazione personale stagionale |
| 2003 | Mondiali                 | Parigi    | Lancio del martello | 5º        | 79,68 m |                                          |
| 2004 | Olimpiadi                | Atene     | Lancio del martello | 5º        | 78,56 m |                                          |
| 2006 | Europei                  | Göteborg  | Lancio del martello | 7º        | 78,18 m |                                          |
| 2007 | Mondiali                 | Ōsaka     | Lancio del martello | Argento   | 82,29 m |                                          |
| 2007 | Giochi mondiali militari | Hyderabad | Lancio del martello | Oro       | 75,98 m |                                          |
| 2008 | Olimpiadi                | Pechino   | Lancio del martello | Oro       | 82,02 m | Miglior prestazione personale stagionale |
| 2009 | Mondiali                 | Berlino   | Lancio del martello | Oro       | 80,84 m | Miglior prestazione personale stagionale |
| 2011 | Mondiali                 | Taegu     | Lancio del martello | Bronzo    | 79,39 m | Miglior prestazione personale stagionale |
| 2012 | Olimpiadi                | Londra    | Lancio del martello | Argento   | 79,36 m | Miglior prestazione personale stagionale |
| 2013 | Mondiali                 | Mosca     | Lancio del martello | 4º        | 79,22 m |                                          |
| 2014 | Europei                  | Zurigo    | Lancio del martello | 6º        | 77,46 m | Miglior prestazione personale stagionale |

## Campionati nazionali

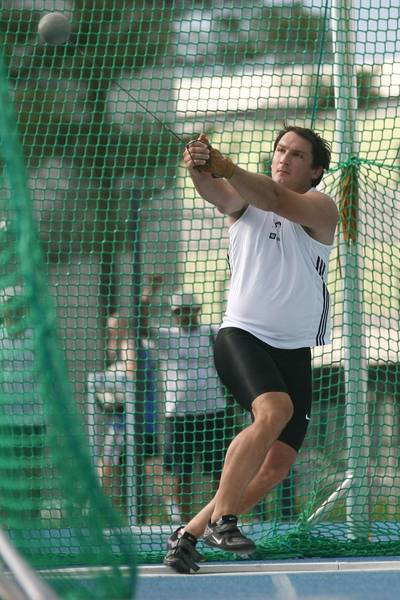
Primož Kozmus durante un lancio nel 2011.

- 13 volte campione nazionale sloveno nel lancio del martello (1999/2004, 2006/2009, 2011, 2013/2014)

1999
- Oro ai Campionati nazionali assoluti, lancio del martello - 69,97 m

2000
- Oro ai Campionati nazionali assoluti, lancio del martello - 70,18 m

2001
- Oro ai Campionati nazionali assoluti, lancio del martello - 67,62 m

2002
- Oro ai Campionati nazionali assoluti, lancio del martello - 74,79 m

2003
- Oro ai Campionati nazionali assoluti, lancio del martello - 76,48 m

2004
- Oro ai Campionati nazionali assoluti, lancio del martello - 77,15 m

2006
- Oro ai Campionati nazionali assoluti, lancio del martello - 75,76 m

2007
- Oro ai Campionati nazionali assoluti, lancio del martello - 79,87 m

2008
- Oro ai Campionati nazionali assoluti, lancio del martello - 77,86 m

2009
- Oro ai Campionati nazionali assoluti, lancio del martello - 80,34 m

2011
- Oro ai Campionati nazionali assoluti, lancio del martello - 76,38 m

2013
- Oro ai Campionati nazionali assoluti, lancio del martello - 79,70 m

2014
- Oro ai Campionati nazionali assoluti, lancio del martello - 77,44 m

## Riconoscimenti
- 3 volte miglior sportivo sloveno: 2007,[5] 2008, 2009.
- 7 volte miglior atleta sloveno dell'anno: 2003,[6] 2004, 2007,[7] 2008,[8] 2009,[9] 2011,[10] 2012.[11]
- Premiato 2 volte con il Bloudkova nagrada (2007, 2008).[12]